# Taranto Football Club 1927 2024-2025
Questa voce raccoglie le informazioni riguardanti il Taranto Football Club 1927 nelle competizioni ufficiali della stagione 2024-2025.

## Stagione
Dopo una stagione straordinaria, il Taranto riparte con Ezio Capuano ma dopo gli ennesimi problemi societari e con la conseguenza rescissione e cessione di molti giocatori importanti, mister Capuano si dimette dopo 2 stagioni a grandi livello con gli ionici. Il Taranto nel frattempo debutta in Coppa Italia e perde 6-0 in casa del Benevento. Dopo la partita di Benevento, viene affidata la panchina a Carmine Gautieri e debutta con gli ionici contro il Giugliano, partita persa per 1-0. Successivamente il Taranto nelle successive partite 7 partite totalizza solamente 3 punti. Il 13 ottobre 2024, nella partita giocata in casa allo Iacovone, arriva la prima vittoria stagionale dei rossoblu. Successivamente la società gestita da Massimo Giove, sottoscrive un accordo di cessione preliminare con Apex Capital Global LLC. Il Taranto nelle successive 3 partite totalizza solo 1 punto che lo fanno sprofondare sempre più giù in classifica. Viene nominato momentaneamente un nuovo allenatore, direttamente dal settore giovanile, Michele Cazzarò, allenatore nato e cresciuto a Taranto. Il 3 novembre 2024 vince in casa dell'Avellino inaspettatamente giocando un'ottima gara; ma non c'è tempo di gioire perché i rossoblù verranno puniti per un illecito amministrativo con il decurtamento di 10 punti in classifica. Taranto che da 10 punti torna a punteggio nullo andando ultima in classifica. Il Taranto continua a vincere e batte per 1-0, in casa, l'Audace Cerignola grazie al gol di Fabbro. Dopo i mancati pagamenti degli stipendi e contributi  del 16 dicembre,  in gennaio 2025 riceve altri 9 punti di penalizzazione. Successivamente Cazzarò si dimette e  viene ingaggiato Pino Murgia alla guida tecnica.
Dopo varie problematiche economiche che costringono la società a vendere o liberare quasi l'intera rosa e giocare alcune partite con dei giovani delle under, il 17 febbraio 2025 non riesce a sistemare alcune pendenze economiche legate alle scadenze federali e di conseguenza il 7 marzo 2025 viene esclusa dal campionato e  tutti i risultati vengono annullati.

## Divise e sponsor
Il fornitore tecnico per la stagione 2024-2025 è Joma. La prima maglia, presentata il 5 agosto sui social è a righe rossoblù classiche. La seconda maglia si presenta bianca con due quadrati blu a bordo rosso sulle spalline. Maniche e dettagli in blu e rosso a righe.
Sulle maglie da gara ci sono sul fronte i main sponsor Antenna Sud e Caffè Fadi.
| Casa | Trasferta | 3ª divisa | 1ª portiere |

## Organigramma societario
Area direttiva
- Presidente: Massimo Giove
- Vice-presidente: Vincenzo Sapia
- AD: Alfonso Salvatore
- Direttore Generale de facto: Rinaldo Zerbo
- Procuratore Speciale: Maria Acquaviva
- Segretario Generale: Mariagrazia Sigrisi

Area tecnica
- Allenatore: Ezio Capuano, dal 17 agosto Carmine Gautieri, dal 22 novembre Michele Cazzarò, dal 20 dicembre Maurizio Bisignano, dal 16 gennaio Pino Murgia
- Allenatore in seconda: Cosimo Zangla, dal 17 agosto Giovanni Chiaiese, dal 22 novembre Vincenzo Murianni, dal 16 gennaio Emiliano Ferrari
- Preparatore dei portieri: Fabrizio Martellotta

Area comunicazione
- Responsabile Marketing: Rita Quarta
- Fotografo Ufficiale: Walter Nobile
- Video Maker: Pasquale Bucci
- Addetto Stampa: Cosimo Lenti

Area Sanitaria
- Responsabile sanitario: Dott.Giuseppe Volpe
- R.S.P.P.: Umberto Sergio
- Massaggiatore: Cosimo Alfieri
- Massaggiatore: Livio Giuseppe Cartenì

## Rosa
Di seguito la rosa (numerazione aggiornate al 4 febbraio 2025).
| N. |                     | Ruolo | Calciatore                |
| -- | ------------------- | ----- | ------------------------- |
| 1  | Italia (bandiera)   | P     | Mattia Del Favero         |
| 3  | Italia (bandiera)   | D     | Sergio Contessa           |
| 4  | Italia (bandiera)   | D     | Ivan De Santis            |
| 5  | Italia (bandiera)   | D     | Patrick Enrici            |
| 5  | Gambia (bandiera)   | D     | Bubacarr Marong           |
| 6  | Albania (bandiera)  | D     | Cristian Shiba            |
| 7  | Italia (bandiera)   | C     | Federico Capone           |
| 7  | Uruguay (bandiera)  | A     | Ignacio Lores Varela      |
| 8  | Italia (bandiera)   | C     | Marco Fiorani             |
| 10 | Italia (bandiera)   | A     | Michael Fabbro            |
| 11 | Italia (bandiera)   | A     | Gianmarco Zigoni          |
| 12 | Italia (bandiera)   | P     | Giorgio Caputo            |
| 13 | Bulgaria (bandiera) | D     | Tomislav Papazov          |
| 14 | Italia (bandiera)   | C     | Francesco Verde           |
| 17 | Italia (bandiera)   | A     | Francesco Sacco           |
| 18 | Italia (bandiera)   | C     | Giammarco Schirru         |
| 20 | Italia (bandiera)   | A     | Mariano Guarracino        |
| 21 | Italia (bandiera)   | C     | Antonio Matera (capitano) |

| N. |                        | Ruolo | Calciatore            |
| -- | ---------------------- | ----- | --------------------- |
| 24 | Italia (bandiera)      | C     | Mattia Speranza       |
| 27 | Italia (bandiera)      | A     | Ottavio Garau         |
| 30 | Italia (bandiera)      | A     | Michael De Marchi     |
| 32 | Italia (bandiera)      | A     | Giuseppe Giovinco     |
| 33 | Stati Uniti (bandiera) | C     | Claudio Vaughn        |
| 34 | Italia (bandiera)      | D     | Giorgio Locanto       |
| 38 | Italia (bandiera)      | C     | Francesco Ardizzone   |
| 39 | Italia (bandiera)      | C     | Antonio Pio Iervolino |
| 44 | Italia (bandiera)      | D     | Michele Picardi       |
| 72 | Italia (bandiera)      | C     | Gianluca Mastromonaco |
| 77 | Italia (bandiera)      | A     | Patrizio Zerbo        |
| 80 | Italia (bandiera)      | D     | Gianluca Fiorentino   |
| 94 | Italia (bandiera)      | P     | Gabriel Meli          |
| 99 | Italia (bandiera)      | A     | Giuseppe Battimelli   |
| 99 | Italia (bandiera)      | A     | Giuseppe Simone       |
|    | Italia (bandiera)      | P     | Federico Costantino   |
|    | Italia (bandiera)      | P     | Gianmarco Vannucchi   |

## Calciomercato

### Sessione estiva(dall'1/7 al 1/9)
| Acquisti | Acquisti              | Acquisti            | Acquisti              |
| R.       | Nome                  | da                  | Modalità              |
| -------- | --------------------- | ------------------- | --------------------- |
| P        | Giorgio Caputo        | Team Altamura       | definitivo (gratuito) |
| P        | Mattia Del Favero     | SPAL                | definitivo            |
| P        | Gabriel Meli          | Recanatese          | definitivo (gratuito) |
| P        | Tommaso Nobile        | Foggia              | definitivo (gratuito) |
| P        | Matteo Soncin         | Pergolettese        | definitivo (gratuito) |
| D        | Sergio Contessa       | Turris              | definitivo            |
| D        | Ivan De Santis        | Fermana             | fine prestito         |
| D        | Giorgio Locanto       | Fermana Giovanili   | definitivo            |
| D        | Bubacarr Marong       | Palermo Primavera   | definitivo (gratuito) |
| D        | Mirko Miceli          | Turris              | definitivo (gratuito) |
| D        | Tomislav Papazov      | Foggia              | definitivo (gratuito) |
| D        | Edoardo Pierozzi      | Fiorentina          | prestito              |
| D        | Cristian Shiba        | Südtirol            | prestito              |
| C        | Francesco Ardizzone   | Lecco               | definitivo            |
| C        | Luca Crecco           | Latina              | fine prestito         |
| C        | Antonio Pio Iervolino | Salernitana         | prestito              |
| C        | Giovanni Maiorino     | Termoli             | fine prestito         |
| C        | Giammarco Schirru     | Sestri Levante      | definitivo            |
| C        | Mattia Speranza       | Novara              | definitivo            |
| C        | Claudio Vaughn        | Sestri Levante      | definitivo            |
| C        | Francesco Verde       | Guidonia Montecelio | definitivo (gratuito) |
| A        | Giuseppe Battimelli   | Martina             | definitivo            |
| A        | Miloš Bočić           | Catania             | prestito              |
| A        | Ottavio Garau         | Ternana             | prestito              |
| A        | Giuseppe Giovinco     | Virtus Francavilla  | definitivo (gratuito) |
| A        | Mariano Guarracino    | Juve Stabia         | definitivo            |
| A        | Francesco Sacco       | Avellino Primavera  | prestito              |
| A        | Giuseppe Simone       | Monopoli            | definitivo (gratuito) |
| A        | Ignacio Lores Varela  | Avellino            | definitivo (gratuito) |
| A        | Patrizio Zerbo        | Brindisi            | definitivo (gratuito) |
| A        | Gianmarco Zigoni      | Virtus Verona       | definitivo (gratuito) |

| Cessioni | Cessioni             | Cessioni      | Cessioni               |
| R.       | Nome                 | a             | Modalità               |
| -------- | -------------------- | ------------- | ---------------------- |
| P        | Federico Costantino  | Robbio        | definitivo (gratuito)  |
| P        | Andrea Loliva        | Notaresco     | definitivo (gratuito)  |
| P        | Tommaso Nobile       | Renate        | definitivo             |
| P        | Matteo Soncin        |               | svincolato             |
| P        | Gianmarco Vannucchi  | Ternana       | definitivo (gratuito)  |
| D        | Patrick Enrici       | Avellino      | definitivo             |
| D        | Antonio Ferrara      | Benevento     | definitivo (80 mila €) |
| D        | Alessio Luciani      | Feralpisalò   | definitivo (gratuito)  |
| D        | Mirko Miceli         | Turris        | fine prestito          |
| D        | Mirko Miceli         | Monopoli      | definitivo (gratuito)  |
| D        | Ciro Panico          | Sorrento      | definitivo (gratuito)  |
| D        | Edoardo Pierozzi     | Fiorentina    | fine prestito          |
| D        | Cristian Riggio      | Potenza       | definitivo (gratuito)  |
| D        | Christian Travaglini | Cagliari      | fine prestito          |
| C        | Simone Calvano       | Monopoli      | definitivo (gratuito)  |
| C        | Federico Capone      | Termoli       | definitivo             |
| C        | Luca Crecco          | Latina        | definitivo (gratuito)  |
| C        | Riccardo Ladinetti   | Catania       | fine prestito          |
| C        | Giovanni Maiorino    | Bisceglie     | definitivo (gratuito)  |
| C        | Gianmarco Papaserio  | Nuova Florida | definitivo (gratuito)  |
| C        | Loris Zonta          | L.R. Vicenza  | fine prestito          |
| A        | Alfredo Bifulco      | Trapani       | definitivo (gratuito)  |
| A        | Miloš Bočić          | Catania       | fine prestito          |
| A        | Michael De Marchi    | Virtus Verona | definitivo             |
| A        | Mamadou Kanoute      | Trapani       | definitivo (80 mila €) |
| A        | Francesco Orlando    | Foggia        | definitivo (gratuito)  |
| A        | Simone Simeri        | Bari          | fine prestito          |
| A        | Giuseppe Simone      |               | svincolato             |

### Operazioni esterne alle finestre di calciomercato
| Acquisti | Acquisti            | Acquisti | Acquisti   |
| R.       | Nome                | da       | Modalità   |
| -------- | ------------------- | -------- | ---------- |
| D        | Gianluca Fiorentino |          | svincolato |
| D        | Michele Picardi     |          | svincolato |

| Cessioni | Cessioni             | Cessioni | Cessioni      |
| R.       | Nome                 | a        | Modalità      |
| -------- | -------------------- | -------- | ------------- |
| C        | Francesco Ardizzone  |          | svincolato    |
| A        | Ignacio Lores Varela |          | fine carriera |

### Sessione invernale(dal 2/1 al 3/2)
| Acquisti | Acquisti | Acquisti | Acquisti |
| R.       | Nome     | da       | Modalità |
| -------- | -------- | -------- | -------- |

| Cessioni | Cessioni              | Cessioni           | Cessioni         |
| R.       | Nome                  | a                  | Modalità         |
| -------- | --------------------- | ------------------ | ---------------- |
| C        | Gianmarco Zigoni      | Union Clodiense CS | definitivo       |
| D        | Tomislav Papazov      | Birkirkara         | definitivo       |
| C        | Gianluca Mastromonaco | Renate             | definitivo       |
| D        | Sergio Contessa       | Monopoli           | definitivo       |
| A        | Michael Fabbro        | Virtus Verona      | definitivo       |
| D        | Francesco Sacco       | Avellino           | rientro prestito |
| C        | Christian Shiba       | Südtirol           | rientro prestito |
| C        | Antonio Pio Iervolino | Salernitana        | rientro prestito |
| P        | Mattia Del Favero     | SPAL               | rientro prestito |
| C        | Antonio Matera        | Sorrento           | definitivo       |
| D        | Giorgio Locanto       | United Riccione    | definitivo       |
| D        | Ivan De Santis        | -                  | risoluzione      |
| C        | Bubacarr Marong       | -                  | risoluzione      |
| A        | Mariano Guarracino    | -                  | risoluzione      |
| C        | Francesco Verde       | -                  | risoluzione      |
| C        | Mattia Speranza       | -                  | risoluzione      |
| C        | Marco Fiorani         | -                  | risoluzione      |
| A        | Giuseppe Battimelli   | Bologna            | definitivo       |
| P        | Gabriel Meli          | Trapani            | definitivo       |
| C        | Ottavio Garau         | Ternana            | rientro prestito |

## Risultati

### Serie C

#### Girone di andata
| Arbitro: | Gemelli (Messina) |

|                   |           |  |
| Romano 28’ (rig.) | Marcatori |  |

| Arbitro: | Gauzolino (Torino) |

|            |           |                  |
| Zigoni 16’ | Marcatori | 50’ Scarvaglieri |

| Arbitro: | Mirabella (Napoli) |

|                                                            |           |              |
| Luciani rig’ (19) Garofalo 46’ Anatriello 50’ Frisenna 90’ | Marcatori | 6’ Ardizzone |

| Taranto 13 settembre 2024, ore 20:45 CEST 4ª giornata | Taranto              | 0 – 0 referto | Trapani | Stadio Erasmo Iacovone (0 spett.)\| Arbitro: \| Djurdjevic (Trieste) \| |
| Arbitro:                                              | Djurdjevic (Trieste) |               |         |                                                                         |

| Arbitro: | Iannello (Messina) |

|           |           |                         |
| Shiba 30’ | Marcatori | 65’ Dipinto 80’ D'Amico |

| Arbitro: | Ursini (Pescara) |

|                                 |           |  |
| Asencio 62’ Carretta 78’ (rig.) | Marcatori |  |

| Arbitro: | Milone (Taurianova) |

|                |           |                       |
| Zigoni 4’, 55’ | Marcatori | 43’ Musso 51’ Bolsius |

| Arbitro: | De Angeli (Milano) |

|                          |           |  |
| Emmausso 51’ Salines 58’ | Marcatori |  |

| Arbitro: | Madonia (Palermo) |

|                  |           |  |
| Battimelli 90+4’ | Marcatori |  |

| Arbitro: | Manzo (Torre Annunziata) |

|                              |           |           |
| Pertinhes 59’ Tumminello 80’ | Marcatori | 48’ Shiba |

| Taranto 27 ottobre 2024, ore 15:00 CET 11ª giornata | Taranto            | 0 – 0 referto | Turris | Stadio Erasmo Iacovone (1364 spett.)\| Arbitro: \| Gianquinto (Parma) \| |
| Arbitro:                                            | Gianquinto (Parma) |               |        |                                                                          |

| Arbitro: | Frasynyak (Gallarate) |

|                                                                      |           |  |
| Selleri 38’ D'Auria 43’ (rig.) Felippe 62’ Milesi 69’ Schimmenti 79’ | Marcatori |  |

| Arbitro: | Mbei (Cuneo) |

|  |           |                |
|  | Marcatori | 36’ Battimelli |

| Arbitro: | Grasso (Ariano Irpino) |

|            |           |  |
| Fabbro 88’ | Marcatori |  |

| Arbitro: | Ancora (Roma 1) |

|                                     |           |  |
| Loreto 4’ Vitale 59’ Sorrentino 86’ | Marcatori |  |

| Arbitro: | Andreano (Prato) |

|  |           |                       |
|  | Marcatori | 66’ Starita 75’ Talia |

| Arbitro: | Poli (Verona) |

|                           |           |              |
| Luís Semedo 10’ Macca 35’ | Marcatori | 78’ Speranza |

| Arbitro: | Vingo (Pisa) |

|                |           |                                                             |
| Guarracino 67’ | Marcatori | 23’ Ierardi 24’ Stoppa 45+2’ Inglese 79’ Montalto 86’ Forti |

| Arbitro: | Striamo (Salerno) |

|                                               |           |  |
| Grandolfo 5’ Bruschi 24’ (rig.), 26’ Pace 89’ | Marcatori |  |

#### Girone di ritorno
| Arbitro: | Ancora (Roma 1) |

|  |           |                          |
|  | Marcatori | 78’ Giorgione 80’ Masala |

| Arbitro: | Canci (Carrara) |

|                                   |           |             |
| Petermann 42’ Crecco 45’ Vona 59’ | Marcatori | 81’ Papazov |

| Arbitro: | Liotta (Castellammare di Stabia) |

|  |           |             |
|  | Marcatori | 79’ Luciani |

| Arbitro: | Castellone (Napoli) |

|                             |           |  |
| Lescano 12’, 49’ Ciotti 77’ | Marcatori |  |

| Arbitro: | Dini (Città di Castello) |

|                                                            |           |                  |
| Leonetti 11’ D'Amico 19’ (rig.) Rolando 23’, 30’ Bumbu 56’ | Marcatori | 34’ (rig.) Sacco |

| Arbitro: | Pizzi (Bergamo) |

|  |           |                                                                     |
|  | Marcatori | 9’ Collodel 14’ 26’ Bunino 28’ Lano Massa 58’ Egharevba 62’ Paglino |

| Arbitro: | Iannello (Messina) |

|                                                                         |           |  |
| Guadagni 12’ Blondett 21’ Musso 23’ Scala 28’ Vitiello 45’ Esposito 69’ | Marcatori |  |

| Arbitro: | Marotta (Sapri) |

|  |           |                                        |
|  | Marcatori | 20’ Emmausso 32’ Salines 42’ Silvestro |

| Picerno 21 febbraio 2025, ore 20:30 CET 28ª giornata                                                        | AZ Picerno | 7 – 0 referto | Taranto | Stadio Donato Curcio |
| \| \| \| \| \| Volpicelli 2’ Energe 6’, 21’ De Ciancio 32’ Petito 26’, 67’ Palazzino 48’ \| Marcatori \| \| |            |               |         |                      |
| |            |               |         |                      |
| Volpicelli 2’ Energe 6’, 21’ De Ciancio 32’ Petito 26’, 67’ Palazzino 48’                                   | Marcatori  |               |         |                      |

| Francavilla Fontana Annullata , ore CET 29ª giornata | Taranto | Annullata – | Crotone | Stadio Giovanni Paolo II |

| Torre del Greco Annullata , ore CET 30ª giornata | Turris | Annullata – [Annullata referto] | Taranto | Stadio Amerigo Liguori |

| Francavilla Fontana Annullata 31ª giornata | Taranto | Annullata – [Annullata referto] | Potenza | Stadio Giovanni Paolo II |

| Francavilla Fontana Annullata 32ª giornata | Taranto | Annullata – | Avellino | Stadio Giovanni Paolo II |

| Cerignola Annullata 2025 33ª giornata | Audace Cerignola | Annullata – | Taranto | Stadio Domenico Monterisi |

| Francavilla Fontana Annullata 34ª giornata | Taranto | Annullata – | Cavese | Stadio Giovanni Paolo II |

| Benevento Annullata 35ª giornata | Benevento | Annullata – | Taranto | Stadio Ciro Vigorito |

| Francavilla Fontana Annullata 36ª giornata | Taranto | Annullata – | Juventus Next Gen | Stadio Giovanni Paolo II |

| Catania Annullata 37ª giornata | Catania | Annullata – | Taranto | Stadio Angelo Massimino |

| Francavilla Fontana Annullata 38ª giornata | Taranto | Annullata – | Monopoli | Stadio Giovanni Paolo II |

### Coppa Italia Serie C

#### Turni eliminatori
| Arbitro: | Sacchi (Macerata) |

|                                                       |           |  |
| Lanini 6’ Manconi 14’ Talia 21’ Lamesta 39’, 64’, 77’ | Marcatori |  |

## Statistiche

### Statistiche di squadra
Statistiche aggiornate all'11 novembre 2024
| Competizione         | Punti    | In casa | In casa | In casa | In casa | In casa | In casa | In trasferta | In trasferta | In trasferta | In trasferta | In trasferta | In trasferta | Totale | Totale | Totale | Totale | Totale | Totale | D.R. |
| Competizione         | Punti    | G       | V       | N       | P       | Gf      | Gs      | G            | V            | N            | P            | Gf           | Gs           | G      | V      | N      | P      | Gf     | Gs     | D.R. |
| -------------------- | -------- | ------- | ------- | ------- | ------- | ------- | ------- | ------------ | ------------ | ------------ | ------------ | ------------ | ------------ | ------ | ------ | ------ | ------ | ------ | ------ | ---- |
| Serie C              | -6 (-19) | 13      | 2       | 4       | 7       | 7       | 24      | 14           | 1            | 0            | 13           | 6            | 42           | 27     | 3      | 4      | 20     | 13     | 66     | -53  |
| Coppa Italia Serie C | -        | 0       | 0       | 0       | 0       | 0       | 0       | 1            | 0            | 0            | 1            | 0            | 6            | 1      | 0      | 0      | 1      | 0      | 6      | -6   |
| Totale               | -6 (-19) | 13      | 2       | 4       | 7       | 7       | 24      | 15           | 1            | 0            | 14           | 6            | 48           | 28     | 3      | 4      | 21     | 13     | 72     | -59  |

### Andamento in campionato
| Giornata  | 1  | 2  | 3  | 4  | 5  | 6  | 7  | 8  | 9  | 10 | 11 | 12 | 13 | 14 | 15 | 16 | 17 | 18 | 19 | 20 | 21 | 22 | 23 | 24 | 25 | 26 | 27 | 28 | 29 | 30 | 31 | 32 | 33 | 34 | 35 | 36 | 37 | 38 |
| --------- | -- | -- | -- | -- | -- | -- | -- | -- | -- | -- | -- | -- | -- | -- | -- | -- | -- | -- | -- | -- | -- | -- | -- | -- | -- | -- | -- | -- | -- | -- | -- | -- | -- | -- | -- | -- | -- | -- |
| Luogo     | T  | C  | T  | C  | C  | T  | C  | T  | C  | T  | C  | T  | T  | C  | T  | C  | T  | C  | T  | C  | T  | C  | T  | T  | C  | T  | C  | T  | C  | T  | C  | C  | T  | C  | T  | C  | T  | C  |
| Risultato | P  | N  | P  | N  | P  | P  | N  | P  | V  | P  | N  | P  | V  | V  | P  | P  | P  | P  | P  | P  | P  | P  | P  | P  | P  | P  | P  | P  | A  | A  | A  | A  | A  | A  | A  | A  | A  | A  |
| Posizione | 15 | 15 | 19 | 19 | 20 | 20 | 20 | 20 | 20 | 19 | 19 | 19 | 19 | 19 | 20 | 20 | 20 | 20 | 20 | 20 | 20 | 20 | 20 | 20 | 20 | 20 | 20 | 20 | 20 | 20 | 20 | 20 | 20 | 20 | 20 | 20 | 20 | 20 |

Fonte:  Serie C - Girone C – Classifica giornata, su transfermarkt.it.
Legenda:

Luogo: C = Casa; T = Trasferta. Risultato: V = Vittoria; N = Pareggio; P = Sconfitta.